# Ernest Munier-Chalmas
Pour les articles homonymes, voir Munier.
Charles-Philippe-Ernest Munier ou Munier-Chalmas (du nom de sa mère), né  le 7 avril 1843 à Tournus et mort le 9 août 1903  à Aix-les-Bains, est un géologue français célèbre pour ses contributions à la connaissance du crétacé.
Le 25 mai 1903, il est élu à l'Académie des sciences dans la section minéralogie.